# Токійський японський храм
35°39′10″ пн. ш. 139°43′28″ сх. д. / 35.652801° пн. ш. 139.724455° сх. д.

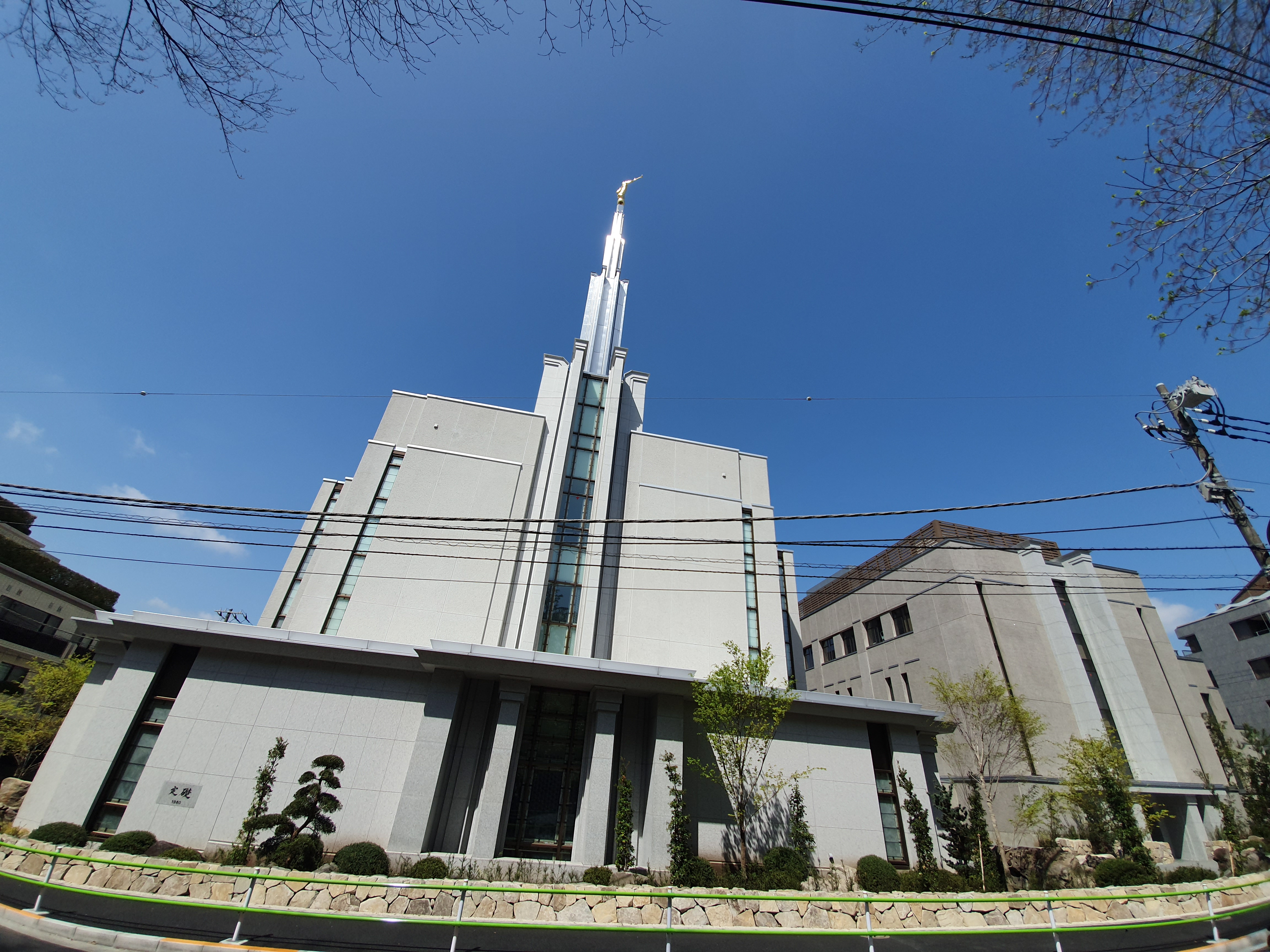
Токійський японський храм

Токійський японський храм (япон. 東京神殿) — це 20-й побудований і 18-й діючий храм Церкви Ісуса Христа Святих останніх днів. Розташований у Мінато, Токіо, Японія, це був перший храм, побудований в Азії.

## Історія
Про намір побудувати храм у Токіо було оголошено Церквою 9 серпня 1975 року. Храм був побудований на площі менше ніж на половині акра, на місці колишнього будинку місії в центрі Токіо. Будинок місії довелося знести, щоб продовжилося будівництво храму. Храм дуже компактний, з гаражем у підвалі та квартирою на одному з верхніх поверхів для президента храму. Він має дві кімнати для розпоряджень, п’ять кімнат для ущільнення та загальну площу 52 590 квадратних футів (4 886 м2). Зовнішній вигляд храму залізобетонний, покритий 289 попередньо виготовленими кам’яними панелями, які схожі на світло-сірий граніт.
З 15 вересня по 18 жовтня 1980 року відбувся день відкритих дверей, щоб громадськість могла побачити інтер’єр нового храму. Президент церкви Спенсер В. Кімбалл освятив Японський храм в Токіо 27 жовтня 1980 року. 10 грудня 2004 року відбулася церемонія, під час якої статую ангела Моронія додали на шпиль храму.
Був закритий на ремонт. День відкритих дверей триватиме до 18 червня 2022 року. Переосвячення заплановано на 3 липня 2022 року.